# Raquel Queirós
Raquel Silva Queirós (* 16. März 2000 in Vila do Conde) ist eine portugiesische Mountainbikerin, die im Cross-Country aktiv ist.

## Sportlicher Werdegang
Queirós begann im Alter von 12 Jahren mit dem Mountainbiken, unter dem Einfluss ihres Vaters und ihres Bruders, die den Sport ebenfalls betrieben. Als 16-Jährige gewann sie bei den Landesmeisterschaften im Cyclocross den gemeinsamen Wettkampf der Juniorinnen und der U23; sie galt daher als U23-Meisterin. Auch im Straßenrennen und im olympischen Cross-Country (XCO) gewann sie als Juniorin portugiesische Meisterschaften. Bei den Mountainbike-Europameisterschaften 2018 war sie Neunte ihrer Altersklassen, bei den Mountainbike-Weltmeisterschaften 2018 Zehnte.
Seit 2019 wurde sie elfmal portugiesische Meisterin in verschiedenen Radsport-Disziplinen, insbesondere sechsmal in Folge im XCO; dazu kamen Titel im Eliminator (XCE), Short Track (XCC), Marathon (XCM) und im Einzelzeitfahren auf der Straße. Den Straßenradsport und den Cyclocross gab sie 2020 wegen Überlastung auf. Im olympischen Mountainbikerennen 2021 belegte Queirós den 27. Platz, 2024 nach Überrundung den 29. Rang.

## Erfolge
2017
 Portugiesische Meisterin – Cyclocross (U23)
2018
 Portugiesische Meisterin – Straßenrennen (Junioren)
 Portugiesische Meisterin – XCO (Junioren)
2019
 Portugiesische Meisterin – XCO, XCM
2020
 Portugiesische Meisterin – Zeitfahren
 Portugiesische Meisterin – XCO, XCE
2021
 Portugiesische Meisterin – XCO
2022
 Portugiesische Meisterin – XCO, XCC
2023
 Portugiesische Meisterin – XCO
2024
 Portugiesische Meisterin – XCO, XCC